# Бадія
Бадія (італ. Badia, вен. Badia) — муніципалітет в Італії, у регіоні Трентіно-Альто-Адідже, провінція Больцано.
Бадія розташована на відстані близько 530 км на північ від Рима, 85 км на північний схід від Тренто, 45 км на схід від Больцано.
Населення — 3458 осіб (2014).
Покровитель — Святий Леонард.

## Демографія
Населення за роками:

Станом на 1 січня 2023 року в муніципалітеті офіційно проживало 160 іноземців з 33 країн, серед них 100 громадян країн Євросоюзу та 10 громадян України.

## Сусідні муніципалітети
- Кортіна-д'Ампеццо
- Корвара-ін-Бадія
- Ла-Валле
- Лівіналлонго-дель-Коль-ді-Лана
- Мареббе
- Сан-Мартіно-ін-Бадія
- Сельва-ді-Валь-Гардена